# Egesina bifasciana
Egesina bifasciana là một loài bọ cánh cứng trong họ Cerambycidae.